# Kampffmeyer (Familienname)
Kampffmeyer ist ein deutscher Familienname. 

## Namensträger
- Bernhard Kampffmeyer (1867–1942), deutscher Publizist der Arbeiterbewegung und der Gartenstadtbewegung
- Georg Kampffmeyer (1864–1936), deutscher Arabist
- Hans Kampffmeyer (1876–1932), deutscher Publizist, Stadtplaner und Persönlichkeit der Gartenstadtbewegung
- Hans Kampffmeyer der Jüngere (1912–1996), deutscher Stadtplaner in Frankfurt am Main
- Karl Kampffmeyer (1909–1997), deutscher evangelischer Pfarrer und Publizist
- Kurt Kampffmeyer, 1896 (1896–1949), deutscher Unternehmer (Mühlenwerke)[1]
- Kurt Kampffmeyer, 1926 (* 1926), deutscher Unternehmer, Inhaber der Firma E. Kampffmeyer (Getreide/Baustoffe)
- Lilith Kampffmeyer (* 1997), deutsche Schauspielerin
- Paul Kampffmeyer (1864–1945), deutscher Publizist und Persönlichkeit der Gartenstadtbewegung
- Theodor Kampffmeyer (1856–1913), deutscher Architekt und Stadtplaner in Berlin
- Thomas Kampffmeyer (* 1947), deutscher Ökonom und Autor
- Ulrich Kampffmeyer (* 1952), deutscher Unternehmensberater